# 구소련 지역의 분쟁
틀:냉전의 역사

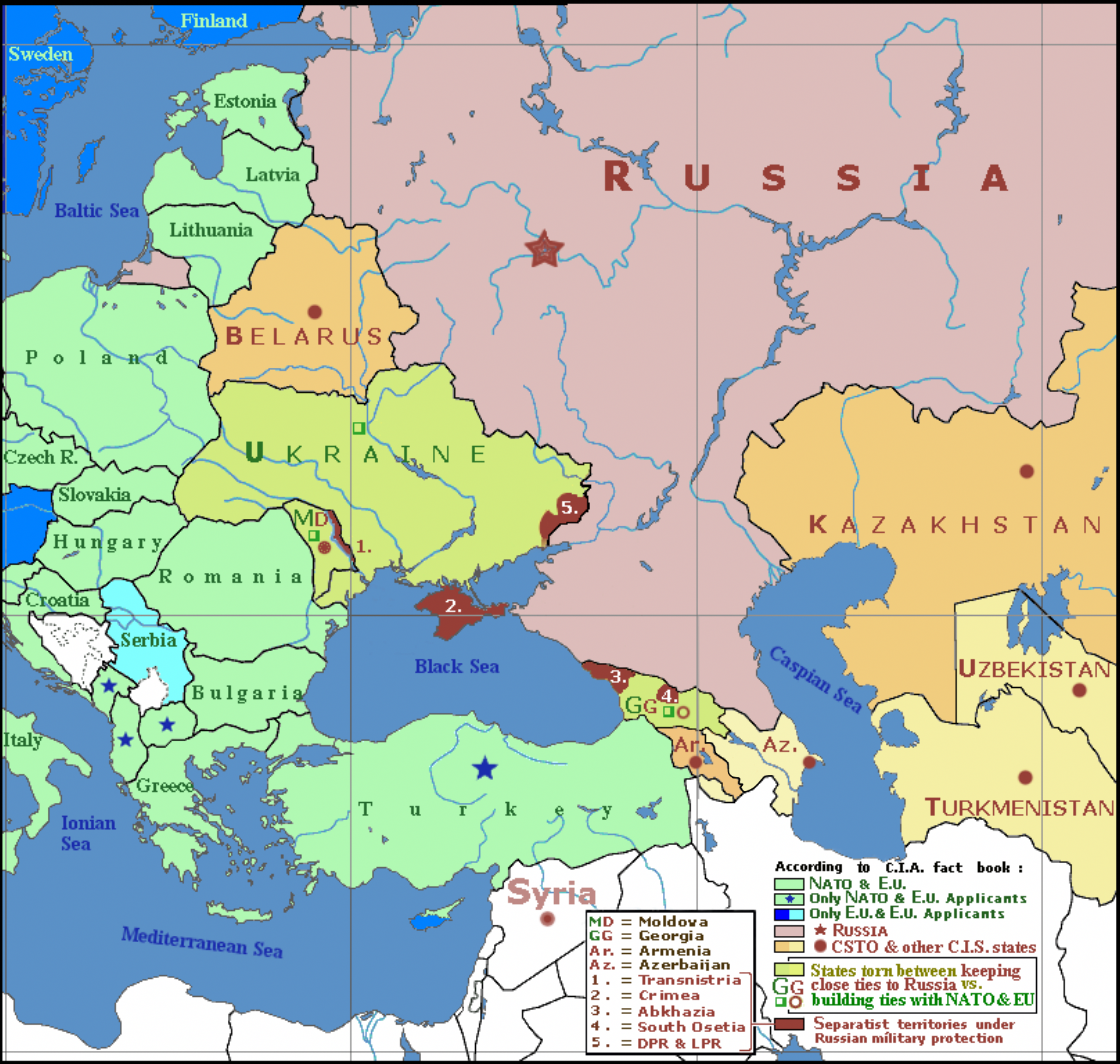
2014년 3월 기준 러시아의 정치적, 군사적 영향력 또는 간섭을 보여주는 지도

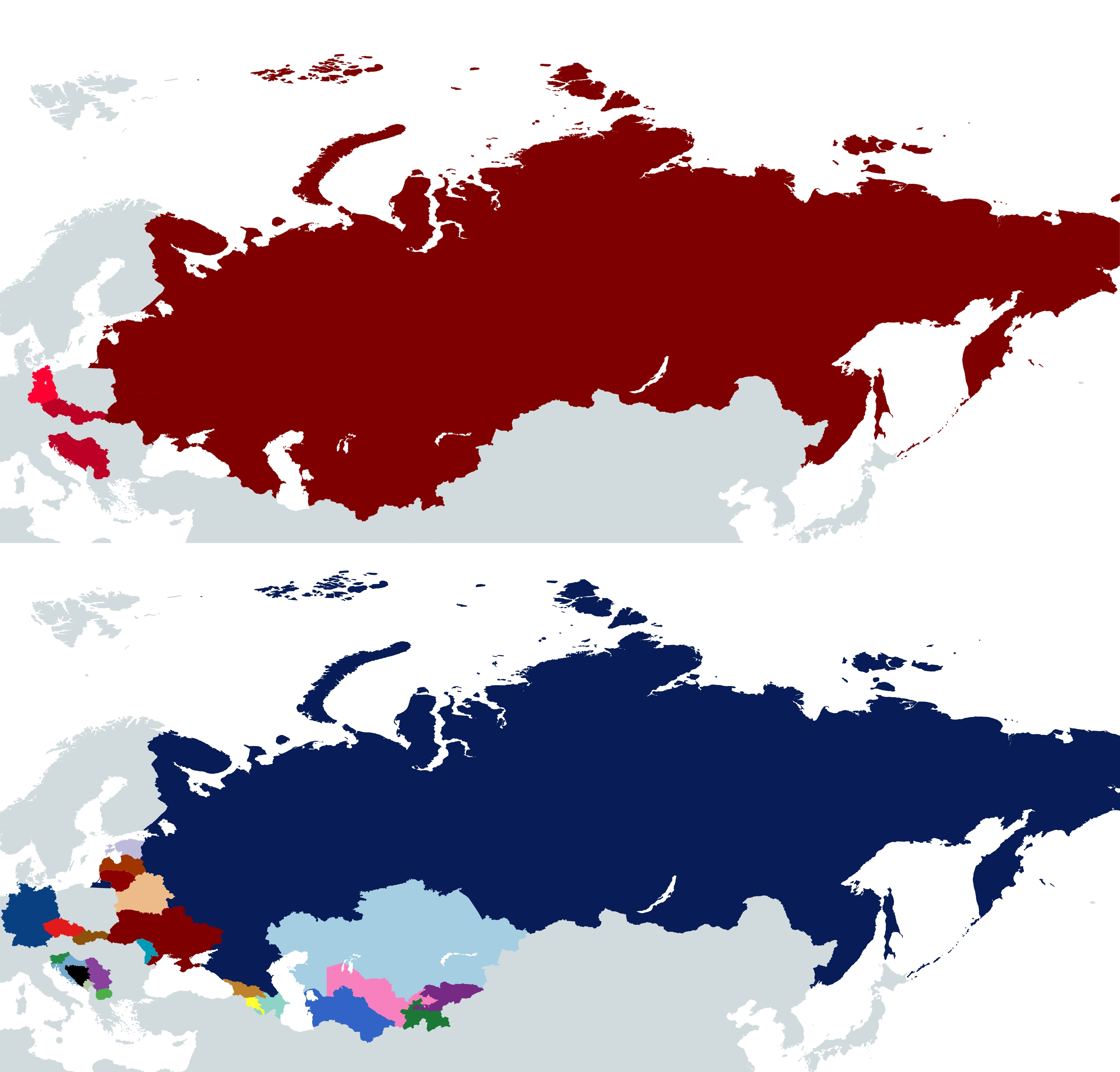
냉전 종식 후 국경 변화

구소련 지역의 분쟁은 구소련 지역에서 발생했거나 여전히 진행 중인 위기와 전쟁을 의미하며, 이는 대부분 소련 붕괴의 결과로 발생한 것이다. 이러한 위기의 원인은 다양하지만, 두 가지 주요한 발발 요인을 구분할 수 있다. 첫째는 민족적·문화적 긴장(이로 인해 발생한 대표적인 갈등은 코카서스 및 중앙아시아 분쟁), 그리고 둘째는 러시아의 영토 회복주의(이레덴티즘), 즉 소련의 계승국인 현대 러시아가 소련 해체로 크게 상실된 역사적 영향권을 회복하고자 하는 정책들이다.

## 민족 및 문화적 긴장
구소련 국가 내의 민족 및 문화적 긴장은 주로 초기 소련 시대(1920년대–1930년대)에 수립된 영토 경계에서 비롯되었으며, 특히 소위 소련의 국내 영토 분할 정책(러시아어: национально-территориальное размежевание, 음역: natsionalno-territorialnoye razmezhevaniye)을 통해서 그러하다. 이 정책은 공식적으로 민족, 언어, 경제적 기준에 따라 응집력 있는 민족 공화국을 만드는 것을 목표로 했지만, 종종 다른 집단이 지배하는 실체 내에 많은 소수 민족을 고립시키는 복잡한 국경을 초래했다. 이러한 결정은 이후의 중앙집권화 및 러시아화 정책과 결합되어 소련 해체 이후 민족간 긴장이 발생하도록 기여했다.
대부분의 소련 시대 동안 이러한 긴장은 잠재되어 있었는데, 이는 주로 어떠한 형태의 정체성 기반 또는 정치적 표현도 억압하는 권위주의 정권의 특성 때문이었다. 그러나 1985년부터 미하일 고르바초프에 의해 페레스트로이카와 글라스노스트 개혁이 시행되면서 어느 정도의 표현의 자유가 도입되었고, 이는 여러 소련의 공화국과 자치 지역에서 민족적 요구가 표면화되도록 허용했다. 바로 이 새로운 분위기 속에서 나고르노카라바흐 자치주(아르메니아인이 다수인 지역)의 지역 소련이 아르메니아 소비에트 사회주의 공화국으로 편입되기를 공식적으로 요청했으며, 이는 최초의 탈소련 분쟁인 제1차 나고르노카라바흐 전쟁을 촉발시켰다.

## 러시아 민족통일주의
소련 붕괴 후, 2,500만 명의 러시아인이 새로 형성된 러시아 국경 밖에 남게 되었다. 이 사건이 민족통일주의 감정을 촉발시킬 수 있었음에도 불구하고, 러시아 정치권은 이러한 종류의 의지를 거의 보이지 않았다. 이는 당시의 상황으로 설명될 수 있다. 1990년대와 2000년대 초 러시아는 금융위기(시장 경제로의 전환과 연관됨), 1993년 러시아 헌정위기, 내전(제1차 체첸 전쟁), 기능 부전의 공공 서비스 등 심각한 내부 문제에 직면해 있었다. 이러한 문제들은 외교 정책을 뒷전으로 밀어냈다.
동시에, 몇몇 구 바르샤바 조약 기구 국가들은 북대서양 조약 기구에 가입했으며, 이 동맹을 안보의 원천이자 서방 세계와의 심도 깊은 통합의 길로 보았다. 러시아 지도자들은 이러한 확장을 러시아에 대한 직접적인 위협으로 인식하며 일관되게 비난했다. 1994년 보리스 옐친 대통령은 "나토 확장 계획에 대한 우리의 태도는 [...] 변함없이 부정적이며, 변함없이 부정적일 것이다. [...] 이 결정은 러시아와 서방 국가들 간의 신뢰 악화를 초래할 수 있다"고 선언했다.
이러한 비난에도 불구하고, 러시아 정부는 이러한 북대서양 조약 기구의 확장의 물결에 대응하기 위한 구체적인 조치를 거의 또는 전혀 취하지 않았다. 오히려 1997년 NATO-Russia Founding Act 서명과 함께 협력이 이루어지기도 했다. 이러한 수사적 표현과 실제 행동 간의 명백한 모순은 다시 한번 당시 러시아의 광범위한 맥락에 기인할 수 있다. 러시아는 초강대국 지위를 잃었고, 앞서 언급했듯이 우려스러운 내부 상황에 처해 있었다. 국제 무대에서 영향력을 완전히 상실하는 것을 피하기 위해 러시아 지도자들은 당시 시대의 hyperpower이었던 미국과 좋은 관계를 수립하려는 열망으로 반영된 신세계질서 (정치학)에 완전히 통합되려고 노력했으며, 따라서 북대서양 조약 기구와의 긍정적인 관계를 원했다.

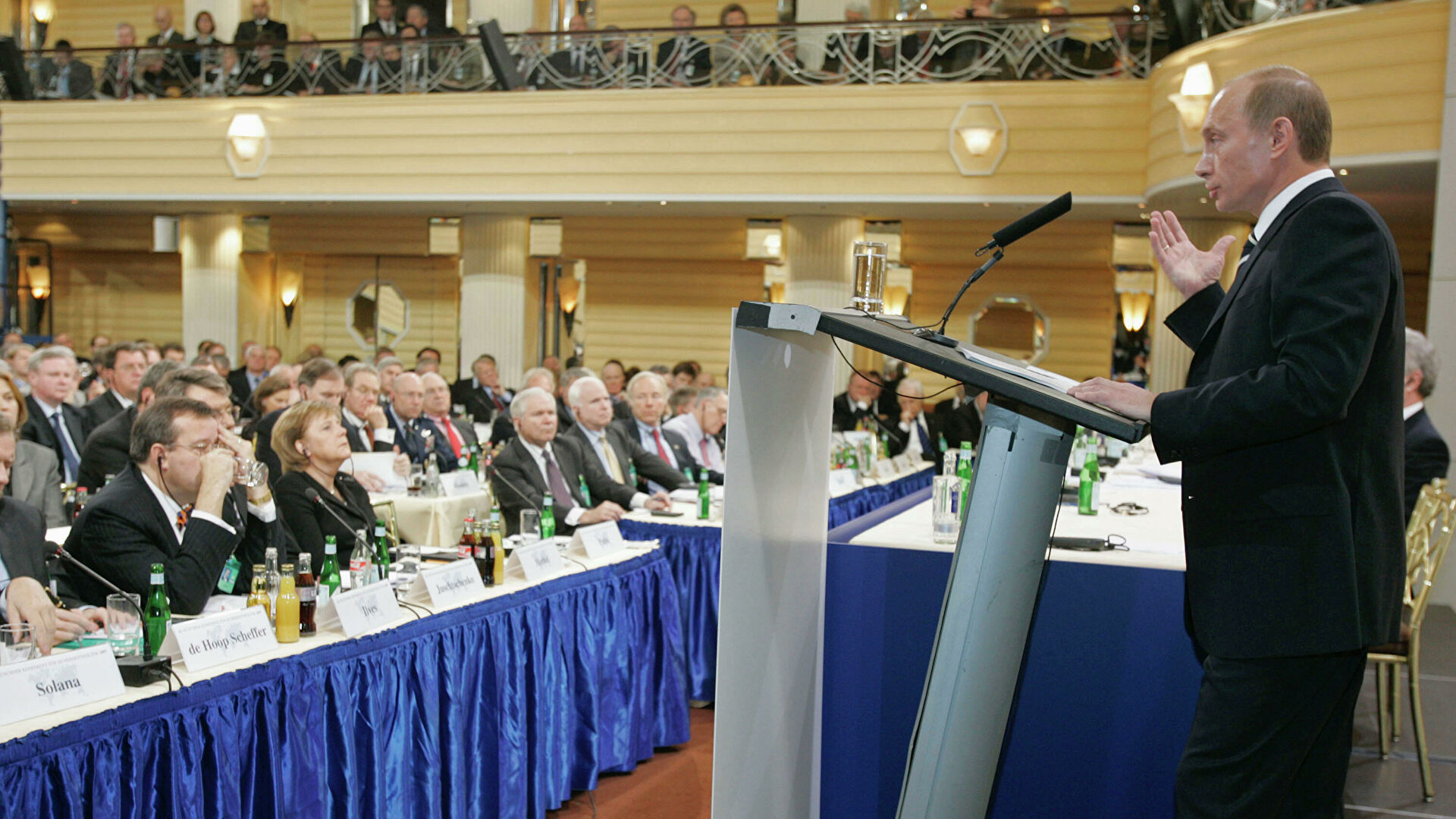
푸틴의 2007년 뮌헨 연설은 러시아 외교 정책의 전환점으로 널리 간주된다.

2000년 블라디미르 푸틴의 집권은 러시아 국내 및 외교 정책의 전환점이 되었다. 비록 그가 처음에는 서방 세계와의 관계에 대해 전임자와 동일한 접근 방식을 유지했지만, 표명된 목표는 지난 10년간 약화된 러시아 국가를 회복하고 국제 무대에서 권위를 강화하는 것이었다. 초기 임기 동안 푸틴은 주로 탄화수소 가격 상승에 힘입어 국가 경제를 활성화하는 데 주력했다. 나토 확장과 구소련 공간에서의 서방 영향력에 대한 지속적인 긴장에도 불구하고 외교 정책은 상대적으로 온건하게 유지되었다. 그러나 2007년 블라디미르 푸틴의 뮌헨 안보 회의 연설에서 큰 전환점이 일어났다. 그는 미국의 일방주의를 공개적으로 비난하고, 나토 확장을 도발로 비판하며, 러시아의 전략적 이익을 방어하려는 의지를 재확인했다. 이 연설은 협력 단계의 끝과 보다 공격적인 외교 정책의 시작으로 널리 해석된다.
이 새로운 방향의 첫 구체적인 발현은 2008년 러시아‒조지아 전쟁과 함께 일어났다. 몇 년 동안 조지아, 미헤일 사카슈빌리 대통령 하에서, 유럽-대서양 구조에 가입하려는 열망을 표명했으며, 심지어 2008년 4월에는 공식적으로 나토 회원국 가입을 신청하기도 했다. 이러한 접근은 모스크바에 의해 부정적으로 간주되었는데, 모스크바는 대서양 동맹의 확장을 캅카스에서의 전략적 이익에 대한 직접적인 위협으로 보았다. 2008년 8월 7일, 조지아 당국이 1990년대부터 러시아의 지원을 받아온 분리주의 지역인 남오세티야를 무력으로 탈환하려 시도하면서 상황이 악화되었다. 이에 대한 대응으로 모스크바는 상황을 이용하여 해당 지역의 오세트인 및 러시아인 인구를 방어한다는 명분으로 군사적으로 개입했다. 8일간의 전투 후, 조지아는 정전 (군사)에 서명할 수밖에 없었다. 러시아는 이후 두 분리주의 지역인 남오세티야와 압하지야의 독립을 인정하고 그곳에 영구 군사 기지를 설립했다. 이 분쟁은 결정적인 단계를 나타냈다. 소련 종식 이후 처음으로 러시아는 서방 구조에 통합되는 것을 막기 위해 이웃 국가를 압박하기 위해 무력을 명시적으로 사용했으며, 이로써 지역 강대국으로서의 역할을 주장하고 민족통일주의 정책으로의 더욱 뚜렷한 전환을 시작했다.
2008년 러시아‒조지아 전쟁은 러시아가 이제 구소련 영향권을 방어하기 위해 무력을 사용할 준비가 되어 있음을 보여주는 중요한 선례를 세웠다. 그러나 이 개입은 즉각적인 영토 목표에서 제한적이었으며, 모스크바는 공식적인 병합을 진행하지 않고 남오세티야와 압하지야의 독립을 인정하는 것으로 만족했다. 러시아의 민족통일주의 및 팽창주의 의지를 보여주는 진정한 분쟁은 2014년에 시작되어 2022년에 격화된 우크라이나 분쟁이었다.

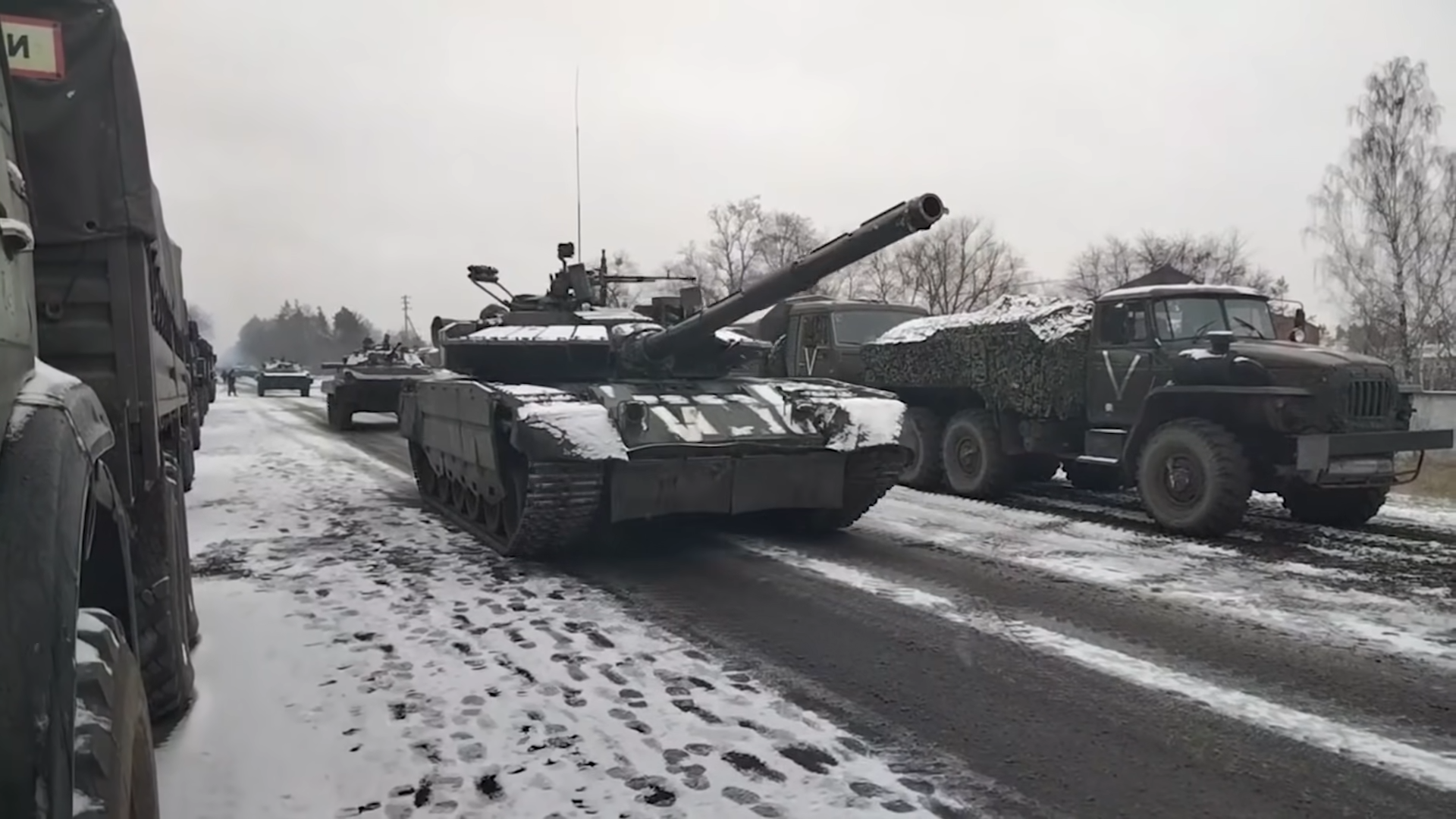
우크라이나에 진입하는 러시아 전차 부대 (2022년 3월)

2014년 2월, 친유럽 마이단 운동으로 빅토르 야누코비치 대통령이 축출되었는데, 모스크바는 이를 서방이 지원하는 쿠데타로 인식했다. 3월에 러시아는 크림반도를 병합했는데, 크림반도는 러시아계 주민이 다수이고 세바스토폴에 흑해 함대가 주둔하고 있어 전략적으로 중요했다. 이 조치는 국제 사회로부터 광범위하게 비난받았다. 동시에, 친러 분리주의 반란이 우크라이나 동부, 특히 도네츠크주와 루한스크주에서 발생했으며, 모스크바의 간접적인 지원을 받았다. 러시아의 크림반도 합병과 돈바스 전쟁의 불안정화라는 이 이중적인 움직임은 탈소련 러시아의 보다 온건한 정책과의 단절을 의미했으며, 명확한 민족통일주의 의지를 나타냈다. 이후 분쟁은 실제 해결책 없이 민스크 협정(2014년 및 2015년)으로 특징지어지는 저강도 전쟁으로 안정화되었다. 우크라이나가 유럽 연합 및 북대서양 조약 기구와의 관계를 강화하는 동안, 러시아는 하이브리드 영향력 정책을 추구하며 크림반도에 대한 지배력을 강화했다. 2022년 2월, 러시아어 사용 인구 보호를 명분으로 모스크바는 대규모 우크라이나 침공을 감행했다. 이 침공은 탈소련 역사에서 주요 전환점이 되었다. 처음으로 러시아는 통치자였던 구소련 국가에 대해 전면적인 재래전을 감행했으며, 암묵적으로 민족통일주의적 목표를 주장하고 냉전 종식 후 확립된 국제 질서에 공개적으로 도전했다.

## 동결분쟁
일부 구소련 분쟁은 교착 상태나 강화 조약 없이 끝나, 동결분쟁으로 불린다. 이는 여러 구소련 국가가 주권을 법적으로만 자국 영토 전체에 대해 가지고 있음을 의미한다. 실제로는 반군 세력이 여전히 통제하는 지역에 대해 완전한 통제권을 행사하지 못한다. 많은 경우, 이러한 영토는 압하지야와 조지아의 남오세티야, 몰도바의 트란스니스트리아, 그리고 이전에는 우크라이나의 도네츠크 인민공화국과 루간스크 인민공화국을 포함하여, 국제적 승인은 거의 또는 전혀 없지만 완전한 독립 국가와 유사한 기관을 가지고 있다.

## 같이 보기
- 러시아 연방의 군사사
- 구소련 국가
- 제2차 냉전